# Glen Coe
Pour les articles homonymes, voir Glen (homonymie) et Glencoe.
Glen Coe, en écossais Gleann Comhann, est un glen, une vallée d'Écosse, au Royaume-Uni. Le village principal en est Glencoe. 
Le Glen Coe Centre fournit des informations sur les randonnées et les escalades que l'on peut effectuer sur place.

## Histoire
Le site est connu pour le massacre qui y eut lieu le 13 février 1692 au cours duquel 38 membres du clan McDonald furent tués pour avoir tardé à prêter allégeance à Guillaume III d'Angleterre.

## Dans la culture
Plusieurs scènes des films Skyfall et Harry Potter et le Prisonnier d'Azkaban y ont été tournées.

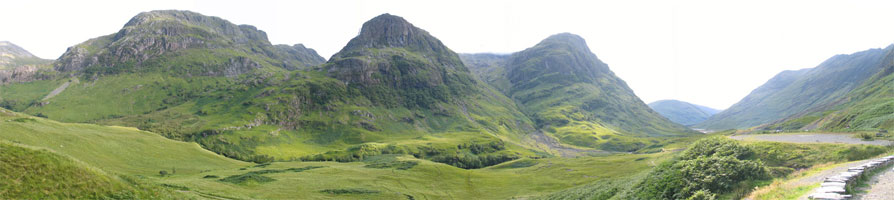
Panorama de Glen Coe.

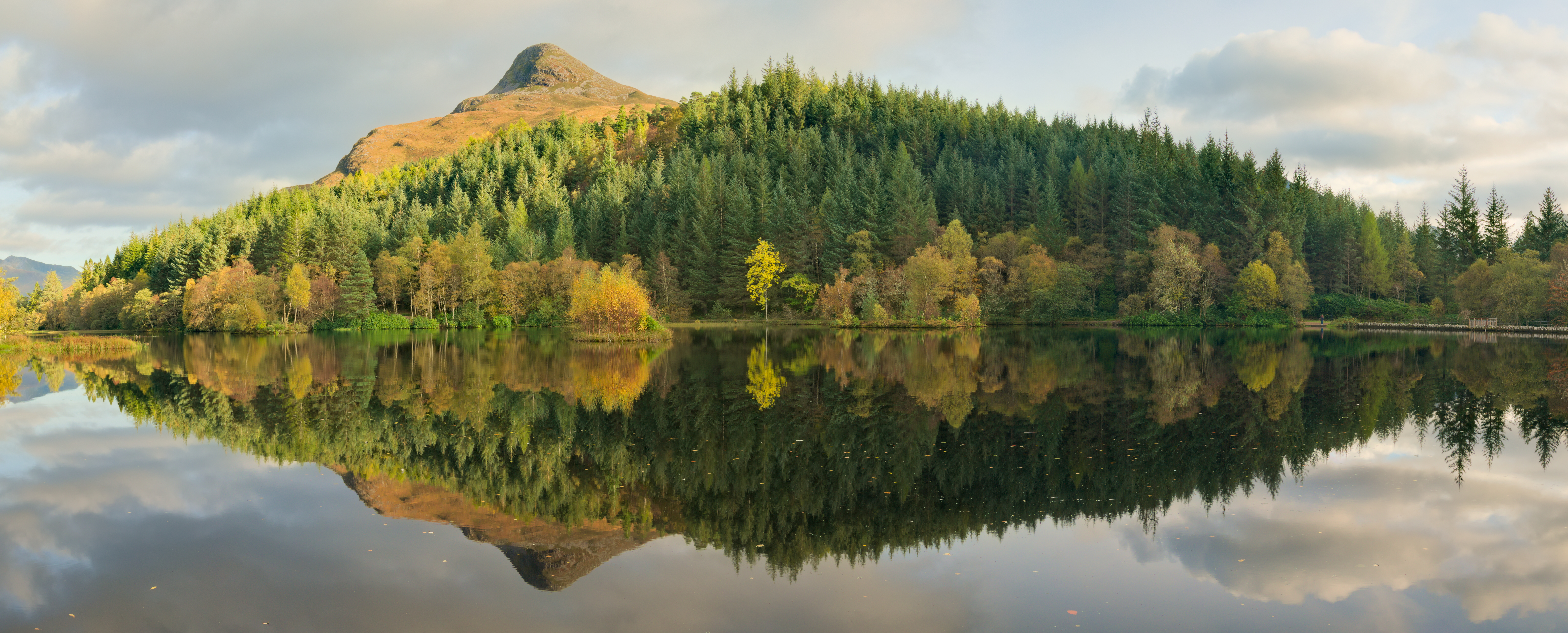
Glencoe Lochan, forêt plantée en 1890 à Glen Coe.